# Maria Karolina af Østrig (1801-1832)
Maria Karolina af Østrig (8. februar 1801 – 22. maj 1832) var en østrigsk ærkehertuginde, der var datter af kejser Frans 1. af Østrig. Hun blev gift med kronprins Frederik August af Sachsen, den senere kong Frederik August 2., men døde før han besteg tronen.